# Jamesianthus
Jamesianthus é um género botânico pertencente à família Asteraceae.
A autoridade científica do género é S.F. Blake & Sherff, tendo sido descrito em Publications of the Field Museum of Natural History, Botanical Series 22(6): 399–403. 1940.

## Espécies
Segundo a base de dados The Plant List este género tem uma espécie descrita e aceite:
- Jamesianthus alabamensis S.F.Blake & Sherff